# Chiesa del Sacro Cuore e di Santa Rita alla Salute
La chiesa del Sacro Cuore e di Santa Rita alla Salute è una delle chiese di interesse storico ed artistico di Napoli; è situata a nord del centro storico della città.
L'accesso da via Imbriani e la vasta gradinata a tre rampe affiancate, che conduceva ad un giardino e vasto fabbricato, sono già presenti nei celebri documenti di Carafa, del 1775 circa. Dieci anni dopo le strutture furono cedute per potervi costruire, grazie a Vincenzo De Majo, il collegio del Sacro Cuore di Gesù per fanciulle.
In alcune fonti del 1804, la chiesa in cima alle scale è chiamata "Ritiro dei Minori Conventuali", eretta nel 1791 (tra i suoi benefattori risulta anche il De Majo); mentre, la lapide d'ingresso sostiene che è stata fondata nel 1793 dal vescovo ischitano Pasquale Sansone.
Il De Majo, morto nel 1824, aveva fondato l'ordine delle suore Eremite Cappuccine, insediatesi nel monastero annesso, che nel frattempo era divenuto molto vasto: anche la storica carta Schiavoni, lo ricorda di notevoli dimensioni (1880 circa).
Il complesso assunse il nome di Santa Rita, solo quando il padre Alfonso Aveta lo trasformò in un orfanotrofio. La struttura della chiesa e, più in genere quella dell'interno complesso, ha assunto una forma architettonica pressoché singolare, in quanto sorge in zona alta, e di difficile accesso.